# Xa lộ Liên tiểu bang 88 (New York)
Xa lộ Liên tiểu bang 88 (tiếng Anh: Interstate 88 hay viết tắt là I-88) là một xa lộ liên tiểu bang nội tiểu bang nằm hoàn toàn trong tiểu bang New York. Điểm đầu phía tây của nó nằm tại nút giao thông khác mức với I-81 tại thành phố Binghamton và điểm đầu phía đông của nó nằm tại nút giao thông khác mức với New York State Thruway (I-90) tại Schenectady. Nó phục vụ như con đường kết nối từ Albany đến Binghamton, Elmira (qua ngã Xa lộ Tiểu bang New York 17 hay NY 17, I-86) tương lai, và Scranton, Pennsylvania (qua ngã I-81). Nó chạy gần NY 7 mà trước đây từng là con đường chính qua vùng này.

## Mô tả xa lộ

### Binghamton đến Oneonta

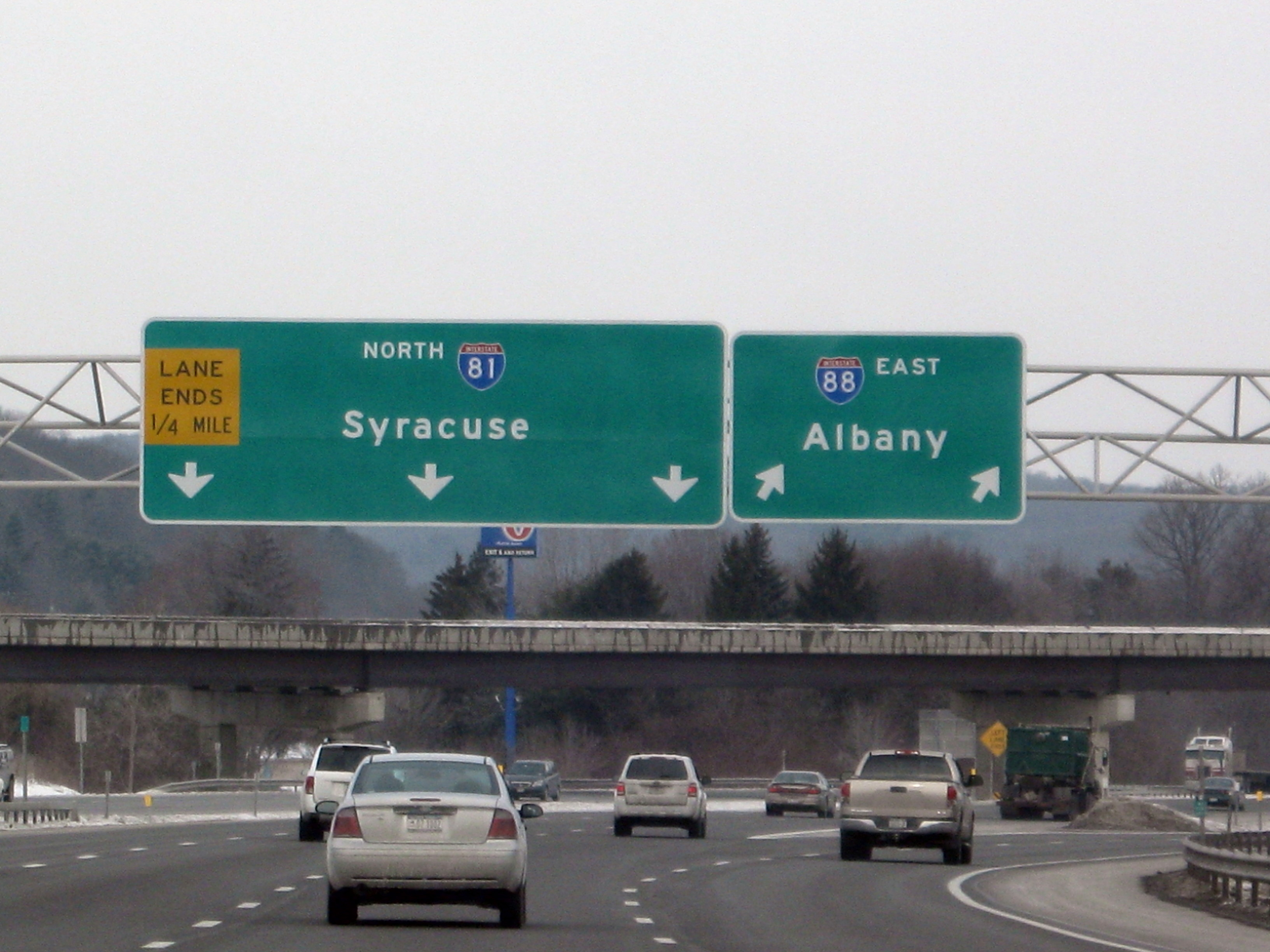
I-88 bắt đầu tại đây ở I-81 gần Binghamton, và đi về hướng đông bắc đến Khu thủ phủ của tiểu bang New York.

I-88 bắt đầu tại nút giao thông khác mức với I-81 ngay phía bắc phố chính thành phố Binghamton trên bờ Sông Chenango. Trong khi cả hai hướng của I-81 có lối đi và đến từ chiều hướng tây của I-88, chỉ có một hướng của I-81 (chiều đi hướng bắc) nối với I-88. Người lái xe chiều hướng nam của I-81 đến chiều hướng đông của I-88 phải đi qua ngã Quốc lộ Hoa Kỳ 11 (US 11), NY 12 và NY 12A tại lối ra số 6 của I-81. Sau đó, NY 12A kết nối với I-88 tại lối ra 2.
Từ I-81, I-88 đi hướng đông qua Sông Chenango đến làng Port Dickinson là nơi nó nhập với NY 7 (đây cũng là một xa lộ cao tốc) ở lối ra 1. Hai xa lộ tiếp tục hướng nam, sau đó hướng đông dọc theo bờ phía đông của Sông Chenango, nơi nó gặp NY 12A gần Cầu Chenango. I-88 và NY 7 vẫn  chạy dọc theo sông đến thị trấn Port Crane nơi con sông bắt đầu đi theo NY 369 (lối ra 3) đi hướng bắc. Bên ngoài thị trấn Port Crane, xa lộ cao tốc đi về hướng đông đến Sanitaria Springs. Tại đây, NY 7 rời xa lộ cao tốc tại lối ra 4 và bắt đầu chạy song song I-88 cho hết đoạn còn lại của I-88.
I-88 tiếp tục hướng đông đến Harpursville, kết nối NY 79 gần trung tâm cộng đồng tại lối ra 6. Chẳng bao lâu sau khi gặp NY 79, I-88 lại đi vào một thung lũng ven sông, lần này là thung lũng của Sông Susquehanna. I-88 hướng về đông bắc, đi theo con sông và NY 7 đến làng Bainbridge nơi nó gặp NY 206 và sau đó đi tiếp đến làng Sidney nơi nó gặp NY 8, lộ chính yếu bắc-nam đi qua làng, ở lối ra 9. Từ Sidney, I-88 tiếp tục đi về đông bắc qua miền nam Quận Otsego, qua làng Unadilla trước khi đi vào Oneonta. Bên trong thành phố, I-88 liên đổi đường với NY 205 trước một lối ra với NY 28. NY 28 nhập xa lộ cao tốc, đi theo I-88 ra khỏi thành phố.

### Oneonta to Schenectady

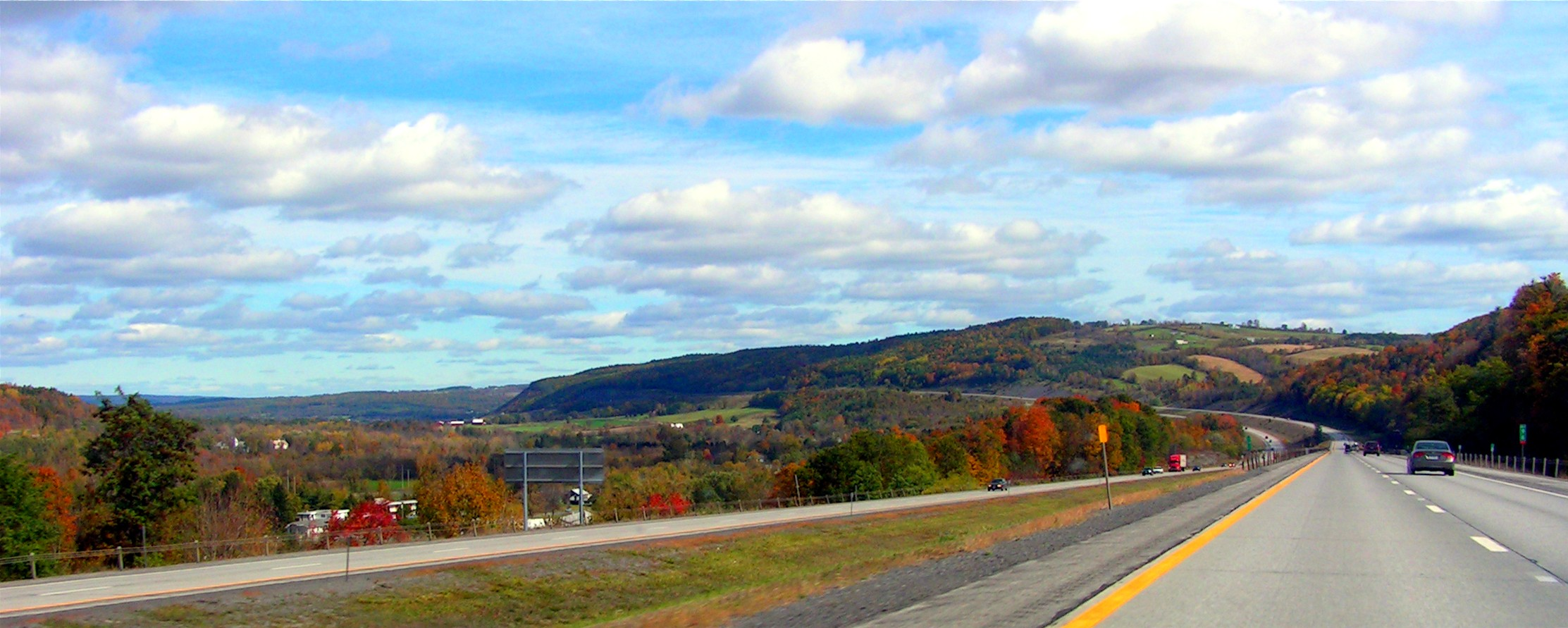
Chiều đi hướng đông trên I-88 trong Quận Schoharie

Đông bắc Oneonta, NY 28 rời I-88 tại lối ra 17 và đi theo Sông Susquehanna lên phía bắc đến Cooperstown. Tuy nhiên I-88 vẫn đi theo hướng đông bắc qua vùng phía đông nông thôn của Quận Otsego. Ngay khi băng vào Quận Schoharie, I-88 bắt đầu đi theo lộ trình hướng đông khi nó đi về phía làng Cobleskill. Trong lúc NY 7 đi vào làng, I-88 đi qua phía nam của làng, kết nối đến làng bằng hai lối ra với NY 7. Phía đông Cobleskill, I-88 liên đổi đường với NY 145. Howe Caverns nằm ở phía bắc lối ra một đoạn ngắn. I-88 tiếp tục, đi qua rìa phía bắc của làng Schoharie trước khi đi vào Quận Schenectady.
Chẳng lâu khi vào Quận Schenectady, I-88 gặp US 20 ở phía đông Duanesburg. Qua US 20, I-88 tiếp tục hướng đông bắc, liên đổi đường với NY 7 lần cuối cùng trước khi kết thúc tại New York State Thruway (I-90) tại phía tây thành phố Schenectady.

## Lịch sử

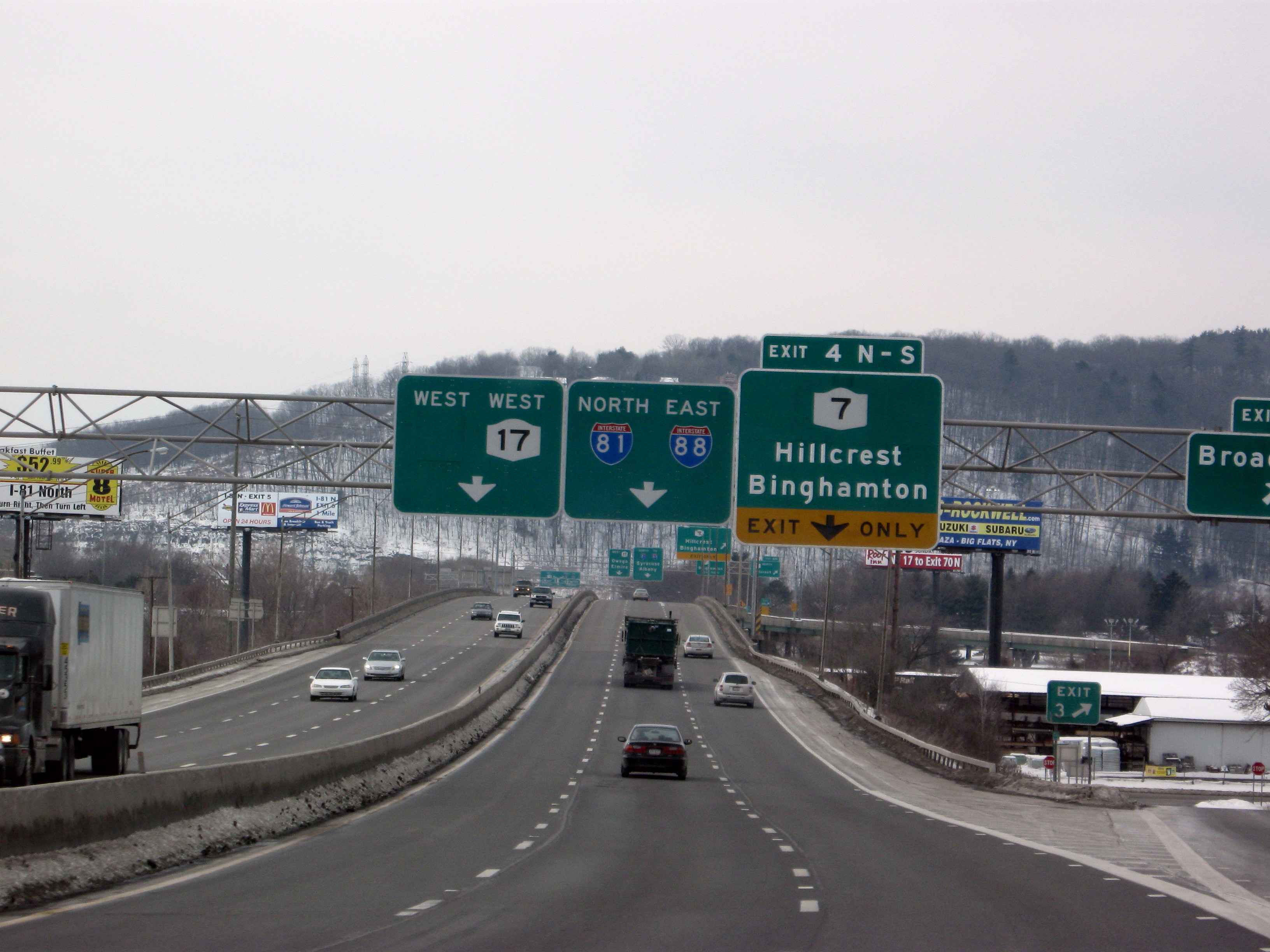
Biển dấu của I-88 trên I-81 chiều đi hướng bắc tại Binghamton. Thật sự thì I-88 bắt đầu hơn 2 mi ở phía bắc điểm này.

Đạo luật Liên bang Tài trợ Xa lộ năm 1956 không bao gồm việc xây dựng I-88. Các quan chức tiểu bang New York gây áp lực đưa xa lộ này vào. Kết quả là quỹ tài trợ nó được thêm vào Đạo luật Xa lộ Liên bang năm 1968. Công việc tiến hành xây dựng xa lộ được khởi động ngay sau đó, và I-88 được thêm vào Hệ thống Xa lộ Liên tiểu bang ngày 13 tháng 12 năm 1968. Như kế hoạch ban đầu của Bộ Giao thông Tiểu bang New York (NYSDOT), I-88 sẽ bắt đầu tại I-81 trong thành phố Binghamton và đi theo Xa lộ cao tốc Susquehanna được đề xuất xây dựng đến Schenectady mà từ đây nó sẽ tiếp tục đến Quốc lộ Hoa Kỳ 4 tại Troy trên "Xa lộ tự chọn 7", lộ trình cao tốc của NY 7 đi qua các khu ngoại phía bắc của thành phố Albany. Điều này sẽ hoàn tất nếu để I-88 gặp New York State Thruway tại lối ra 25, nơi nó sẽ kết nối với I-890. Sau đó I-88 sẽ tiếp tục đi đến Troy trên I-890 và NY 7 được nâng cấp. Đề xuất kết nối với I-890 bị bãi bỏ vào đầu thập niên 1980 thay vào đó là một đoạn kết nối nằm ở phía tây lối ra 25 tại thị trấn Rotterdam.
Đoạn đầu tiên của I-88 thông xe là đoạn giữa Chenango Bridge (lối ra 2) và Sanitaria Springs (4), được thông xe vào đầu thập niên 1970. Một mảng thứ hai gần thành phố Oneonta giữa lối ra 13 và 15 thông xe khoảng năm 1974. Công cuộc xây dựng tiến triển theo hướng tây nam từ từ Oneonta với xa lộ cao tốc vươn đến Nineveh (lối ra 6) tính đến năm 1977. Đoạn đứt giữa Sanitaria Springs và Nineveh được nối liền năm 1981. Sau đó sự tập trung di chuyển đến đoạn xa lộ cao tốc giữa Oneonta và Schenectady. Một phần đoạn này từ Oneonta đến Duanesburg (lối ra 24) được hoàn thành vào năm 1981. Đoạn Duanesburg–Schenectady của I-88 thông xe năm 1985. Năm 1989, công cuộc xây dựng kết thúc trên I-88 với việc thông xe đoạn cuối cùng của I-88 giữa I-81 tại Chenango và NY 7 tại Cầu Chenango.
Các nút giao thông lập thể dọc theo I-88 không được mã số cho đến đầu thập niên 1980. Năm 1999, Bộ Giao thông Tiểu bang New York, Cơ quan quản trị Xa lộ Liên bang và Cơ quan quản trị New York State Thruway thảo luận việc đặt tên lại cho Xa lộ kết nối Berkshire thành Xa lộ Liên tiểu bang 90 và đặt tên lại cho phần không thu phí của Xa lộ Liên tiểu bang 90 từ lối ra 24 đến lối ra B1 của Thruway trên Xa lộ kết nối Berkshire thành I-88. Đoạn đường của Thruway giữa lối ra 25 và 24 sau đó được đặt tên là I-90 và I-88. Tuy nhiên việc này chưa bao giờ được thực hiện.